# Filip Jícha
Filip Jícha (19 de abril de 1982, Pilsen, Checoslovaquia) es un exjugador profesional de balonmano que jugaba de lateral izquierdo. Su último club como jugador fue el FC Barcelona. Actualmente es entrenador de THW Kiel.
Fue un componente de la selección de balonmano de la República Checa.
En el 2010 fue elegido como el IHF Jugador del Año. Desde 2019 es entrenador del THW Kiel.

## Equipos

### Jugador
- Slavia Pilsen (1995-2000)
- HC Dukla Praga (2000-2003)
- St. Otmar St. Gallen (2003-2005)
- TBV Lemgo (2005-2007)
- THW Kiel (2007-2015)
- FC Barcelona (2015-2017)

### Entrenador
- THW Kiel (2019- )

## Palmarés

### THW Kiel
- Liga de Campeones (2010, 2012)
- Bundesliga (2008, 2009 y 2010)
- Copa de Alemania (2008 y 2009)

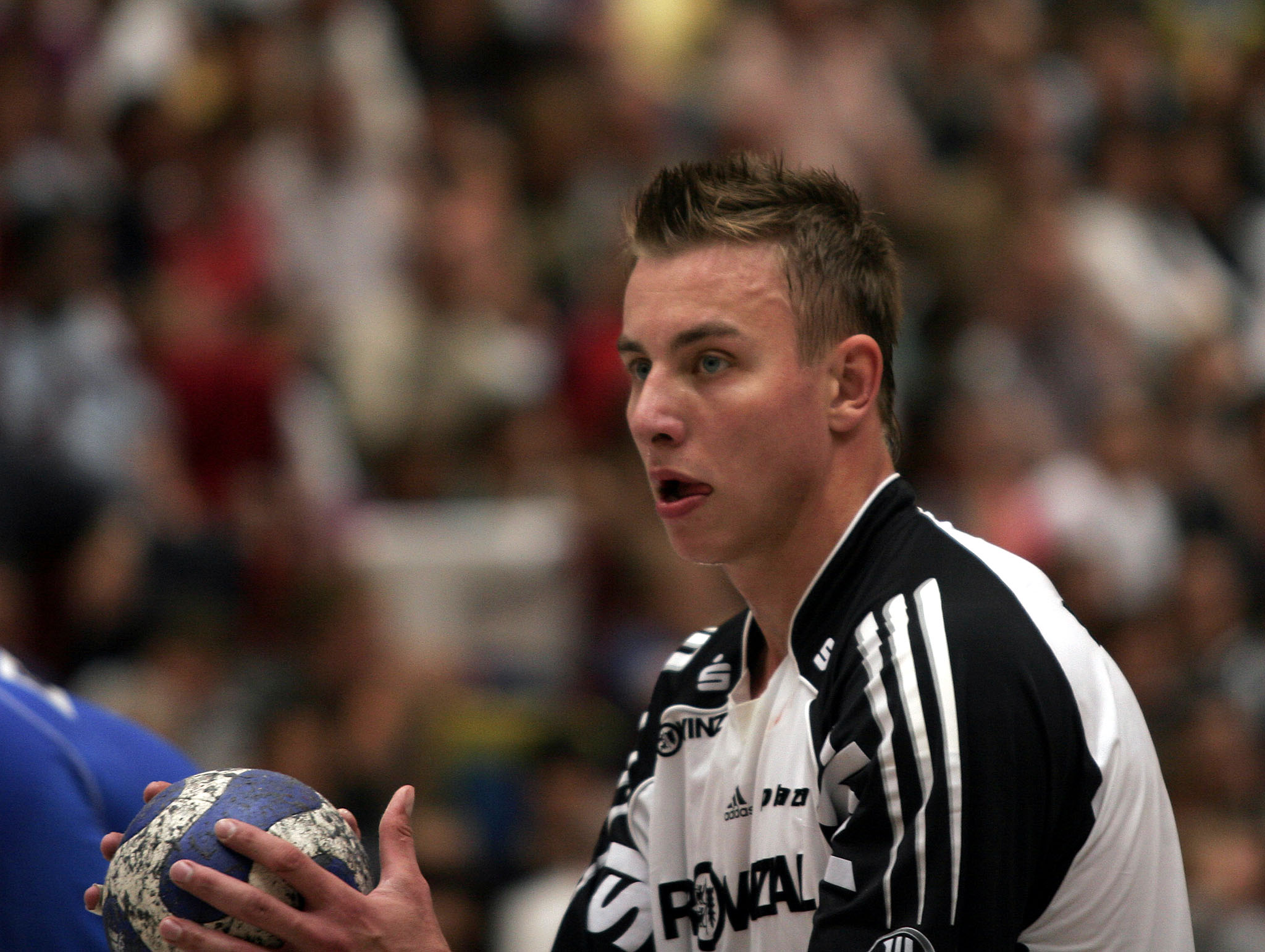
Jicha con el THW Kiel.

- Supercopa de Alemania (2008 y 2009)
- Supercopa de Europa (2007)

### TBV Lemgo
- Copa EHF (2006)

### FC Barcelona
- Liga Asobal (2): 2016, 2017
- Copa del Rey de Balonmano (2): 2016, 2017
- Copa ASOBAL (2): 2016, 2017
- Supercopa de España de Balonmano (2): 2016, 2017

### Consideraciones individuales
- IHF Jugador del Año (2010)
- Máximo goleador de la Liga de Campeones de la EHF (2010)
- Mejor jugador de la Liga de Campeones de la EHF (2010)
- Máximo goleador de la Liga de Campeones de la EHF (2009)
- Máximo goleador del Europeo (2010)
- Mejor jugador del Europeo (2010)
- Elegido en el 7 ideal del Europeo (2010)
- Mejor jugador de la Bundesliga (2010)[2]
- Mejor jugador de la República Checa (2009)
- Mejor jugador de la República Checa (2008)
- Mejor jugador de la República Checa (2007)
- Elegido en el equipo ideal de la Bundesliga (2012)